# Bruce Eakin
Bruce Glen Eakin (* 28. September 1962 in Winnipeg, Manitoba) ist ein ehemaliger kanadischer Eishockeyspieler, der während seiner Karriere unter anderem in der Deutschen Eishockey Liga aktiv war und für die Düsseldorfer EG und die Kassel Huskies auflief.

## Karriere
Eakin begann seine Spielerlaufbahn 1980 bei den Saskatoon Blades in der WHL, einer der drei kanadischen Juniorenligen. Er wurde bereits im NHL Entry Draft 1981 in der zehnten Runde an 204. Position von den Calgary Flames ausgewählt und spielte daher zusätzlich für die Oklahoma City Stars und die Colorado Flames, die Farmteams Calgarys. Sein NHL-Debüt gab er am 27. Februar 1982 in Calgary gegen die Philadelphia Flyers. Erst im Oktober 1983 kam er zu seinem zweiten Einsatz. Dank zweier Tore kam er zu in sechs Spielen in Folge zum Einsatz, bevor er wieder ins Farmteam musste. Zur Saison 1984/85 wechselte er zu den Detroit Red Wings und war daher für deren Farmteams sportlich aktiv.
Nach Europa wechselte er dann 1987 zu KalPa Kuopio in die finnische SM-liiga, bis er nach einem Jahr zur Spielzeit 1988/89 nach Deutschland zum Neusser SC in die 2. Bundesliga wechselte. Seine beste Spielzeit der zweiten Liga schaffte er anschließend in den nächsten zwei Jahren beim EHC Essen-West, für den er in 64 Spielen 189 Scorerpunkte erzielte. Nach einem weiteren Jahr in der zweiten Liga für den EHC 80 Nürnberg, wechselte er zur Saison 1992/93 zum Krefelder EV in die Eishockey-Bundesliga.
Zur Gründung der Deutschen Eishockey Liga in der Saison 1994/95 wechselte er dann zur Düsseldorfer EG, für die er in zwei Jahren jedoch nur 39 Spiele (inkl. Play-Off) in der Liga bestritt. Dort traf er auf Pierre Rioux, mit der er schon auf vielen früheren Stationen zusammengespielt hatte.  Zur Spielzeit 1995/96 wechselte er letztendlich zu den Kassel Huskies, mit denen er 1997 den deutschen Vizemeistertitel erlangte. Er war der Mannschaftskapitän der Huskies und verzeichnete für sich und den Verein den bisher größten Erfolg.
Seine Karriere beendete er mit der abschließenden Saison 1998/99 in der britischen Ice Hockey Superleague für die London Knights.

## Erfolge und Auszeichnungen
- 1982 WHL First All-Star Team
- 1982 Goldmedaille bei der Junioren-Weltmeisterschaft
- 1984 CHL Second All-Star Team